# Harry Carey
Henry DeWitt Carey II (n. 16 ianuarie 1878, New York City, New York, SUA – d. 21 septembrie 1947, Brentwood⁠(d), California, SUA) a fost un actor american din era filmului mut. Acesta este cunoscut pentru interpretarea președintelui Senatului Statelor Unite în lungmetrajul dramatic Domnul Smith merge la Washington din 1939.

## Biografie
Carey s-a născut în Bronx, New York, fiul lui Henry DeWitt Carey, avocat și judecător al Curții Supreme din New York⁠(d), și al lui Ella J. (născută Ludlum). A crescut în City Island, Bronx⁠(d).
Acesta a fost un cowboy, administrator feroviar, autor, avocat și dramaturg. A urmat Academia Militară Hamilton, iar apoi a studiat dreptul la Universitatea din New York.

## Cariera
A scris piesa de teatru Montana și a jucat în reprezentațiile sale timp de trei ani. În 1911, prietenul său Henry B. Walthall⁠(d) i-a făcut cunoștință cu regizorul D. W. Griffith, iar Carey a interpretate numeroase roluri în filmele sale. Pe Broadway, acesta a apărut în piesele But Not Goodbye, Ah, Wilderness!⁠(d) și Heavenly Express.
A apărut pentru prima dată într-un lungmetraj în 1908. Este cunoscut drept una dintre primele vedete ale filmelor western⁠(d). În 1909, Carey a început să lucreze pentru studioul de film Biograph Company⁠(d). În 1911, a încheiat un contract cu D. W. Griffith și a apărut în lungmetrajul The Sorrowful Shore.
Unul dintre cele mai populare roluri ale sale este cel al haiducului Cheyenne Harry în filme western precum A Knight of the Range⁠(d) (1916), Cheyenne's Pal⁠(d) (1917) și Aces Wild (1936).  A apărut în primul film al regizorului John Ford - Straight Shooting⁠(d) (1917).
Datorită fizicului robust și trăsăturilor colțuroase, acesta a ajuns actor principal în numeroase filme de aventură și western. Nu a fost descurajat de apariția filmelor sonore, vocea sa de bariton fiind compatibilă cu personalitatea prezentată pe marele ecran. A fost ales să interpreteze protagonistul în filmul MGM Trader Horn⁠(d) (1931). La momentul respectiv, avea deja 50 de ani și era mult prea bătrân pentru rolurile principale, însă a continuat să apară în filme și seriale western cu buget redus. A obținut o nominalizare la Premiul Oscar la categoria cel mai bun actor în rol secundar pentru rolul președintelui Senatului Statelor Unite în filmul Domnul Smith merge la Washington din 1939. De asemenea, l-a interpretat pe sergentul Robert White în Air Force⁠(d) (1943) și pe domnul Melviile din Râul roșu (1948). A debutat pe Broadway în piesa de teatru Heavenly Express în 1940.

## Viața personală
Casei a fost căsătorit de trei ori. Conform recensământului din 1910, acesta era căsătorit cu Clare E. Carey. Alte surse menționează că acesta a fost căsătorit și cu o actriță pe nume Fern Foster.
Ultima sa căsătorie a fost în 1920 cu actrița Olive Fuller Golden, „fiica lui John Fuller Golden, unul dintre cei mai mari vodeviliști”. Au rămas împreună până la moartea sa în 1947. Aceștia au cumpărat o fermă de 1.000 de acri în Saugus, California⁠(d), la nord de Los Angeles, ulterior transformată în Tesoro Adobe Historic Park în 2005.
Cuplul a avut avut un fiu - Harry Carey, Jr. - și o fiică - Ella „Cappy” Carey. Harry Jr., supranumit Dobe, a devenit un cunoscut actor de personaj. Acesta apare alături de tatăl său în filmul Râul Roșu, deși în scene diferite, iar alături de mama sa în Căutătorii (1956).

## Moartea
Fumător înveterat, Harry Carey a murit în 1947 la vârsta de 69 de ani din cauza trombozei coronariene⁠(d). Se bănuiește că boala i-ar fi fost agravată de mușcătura unei văduve negre. Totuși, unele surse infirmă această informație. Harry Jr. menționa în cartea de memorii Company of Heroes: My Life As an Actor in the John Ford Stock Company din 1994 că tatăl său a murit de emfizem și cancer. În cartea Print the Legend: The Life and Times of John Ford, autorul Scott Eyman⁠(d) susține că acesta a murit de cancer pulmonar. A fost înmormântat în mausoleul familiei din cimitirul Woodlawn⁠(d) din Bronx, New York.